# Danièle Debernard
Danièle Debernard (n. 21 iulie 1954, Aime, Savoie, Franța) este o schioare alpină ce a reprezentat Franța, medaliată olimpică. A participat la 2 ediții ale Jocurilor Olimpice (1972, 1976) în care a câștigat o medalie de argint și o medalie de bronz.